# 자본론 제3권

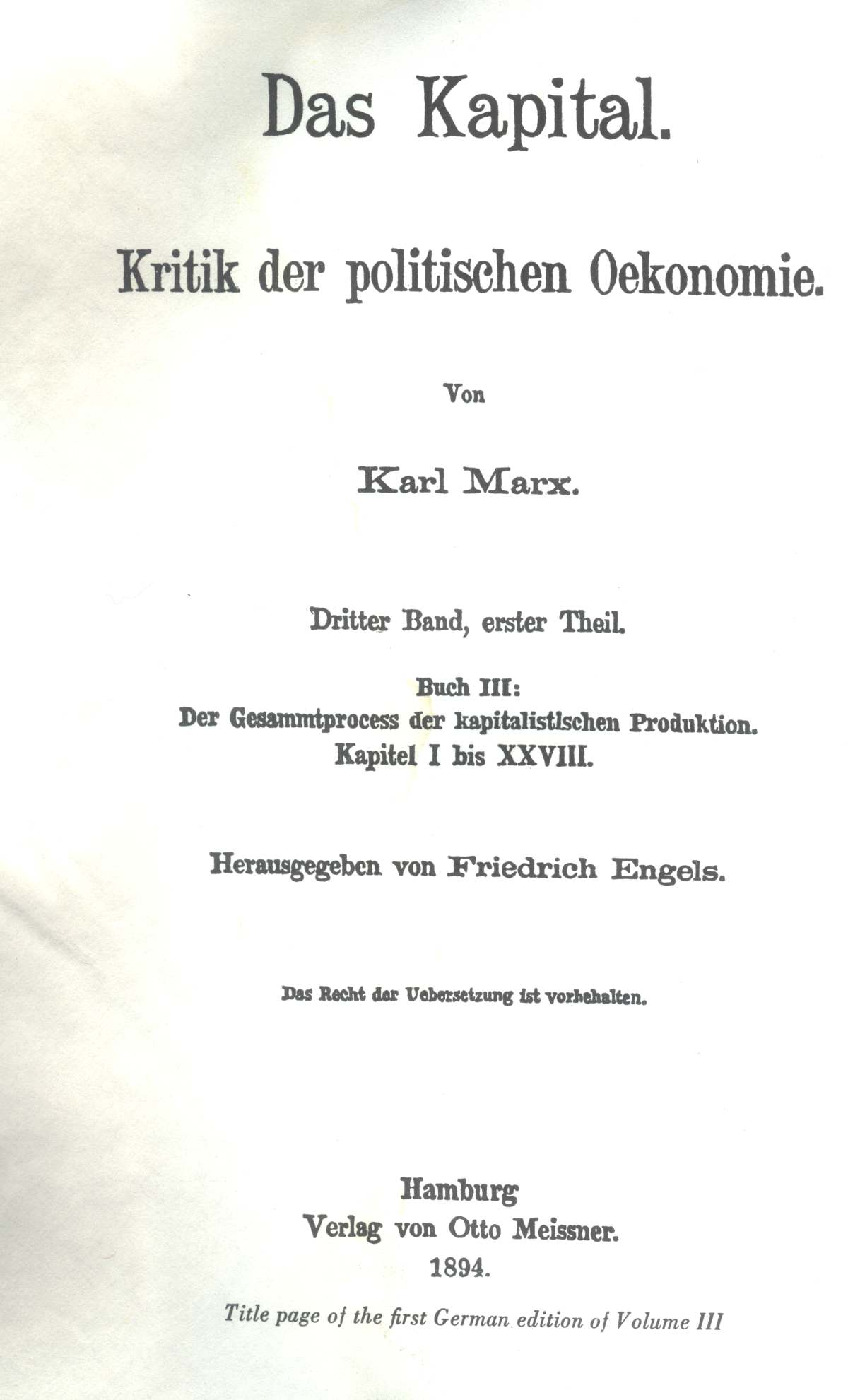

《자본론 제3권: 자본생산의 총체과정》(독일어: Das Kapital. Buch III: Der Gesamtprozeß der kapitalistischen Produktion)은 1894년 프리드리히 엥겔스가 고인이 된 카를 마르크스의 원고를 모아 출판했다. 다음 일곱 부분으로 나뉜다.
1. 잉여가치의 이윤으로의 전환 그리고 잉여가치율에서 이윤율으로
2. 이윤의 평균이윤으로의 전환
3. 이윤율의 경향적 저하 법칙
4. 상품자본과 금전자본의 상업자본과 금융자본으로의 전환
5. 이익으로의 이윤과 기업이윤의 구분, 자본을 낳는 이익
6. 잉여가치의 부동산 임대로의 변화
7. 세입과 그 출처

| 이전 자본론 제2권 |  | 다음 |

## 같이 보기
- 절대지대와 차액지대
- 이윤율의 경향적 저하 법칙